# 紀元前19年
紀元前19年（きげんぜん19ねん）。

## 他の紀年法
- 干支 : 壬寅
- 日本
  - 垂仁天皇11年
  - 皇紀642年
- 中国
  - 前漢 : 鴻嘉2年
- 朝鮮
  - 高句麗 : 瑠璃明王元年
  - 新羅 : 赫居世39年
  - 檀紀2315年
- 仏滅紀元 : 525年
- ユダヤ暦 : 3742年 - 3743年

## できごと

### アジア
- ローマの将軍マルクス・ウィプサニウス・アグリッパが、ヴィルゴ水道を建築した。
- ヘロデ大王がエルサレム神殿を改築した。

## 誕生
- ユリア - マルクス・ウィプサニウス・アグリッパと大ユリアの娘（28年没）

## 死去
- ウェルギリウス[1] - ローマの詩人（紀元前70年生）
- ティブルス - ローマの詩人（紀元前54年生）
- 東明聖王 - 高句麗の初代王（紀元前58年生）